# منشدة (مصر القديمة)
المغنية أو المنشدة (بالمصرية القديمة؛ Šmyt) كان لقبًا مرموقًا في مصر القديمة للنساء؛ حيث لعبت المغنيات دورًا مهمًا في الممارسات الدينية والثقافية للحضارة.
| gs · M26 | D36 | M17 | M17 | X1 | B1 |

| gs · M26 | D36 | M17 | M17 | X1 | B1 |

## تاريخ

### المملكة القديمة
ظهر لقب المطربة منذ عصر الدولة القديمة وكانوا يعرفون باسم مغنيات مصر العليا والسفلى ، ولعبت هؤلاء النساء في المعبد دورًا في تحية الملك، ويرجع تاريخها إلى الأسرة الرابعة. وكانوا تحت إشراف مشرف ذكر، مما يؤكد على أهمية التسلسل الهرمي الديني والاجتماعي في المملكة القديمة.

### المملكة الوسطى
خلال المملكة الوسطى، كان هناك عدد قليل من الأمثلة للنساء التي تحملن لقب المطربة، أحد الأمثلة هو السطران ال5 وال6 من لوحة غير مثبتة من المملكة الوسطى (CG20777) تذكر زوجًا من الأم وابنتها؛ " الراقصة تونيوت، صوتها حقيقي، والدها إي-يب وولدتها المنشدة سينبيت"

### المملكة الحديثة

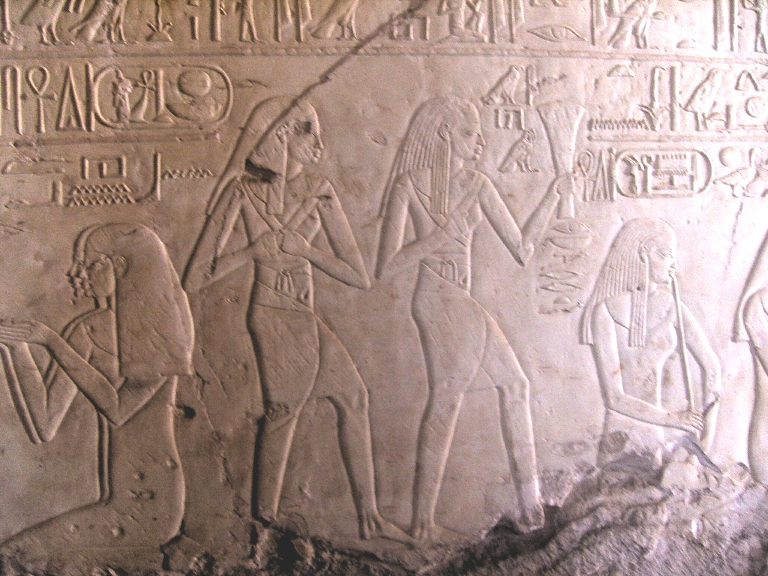
رسمة لمجموعة منشدات في مقبرة خيروف (TT192)

ومع ذلك، في المملكة الحديثة والفترة الانتقالية الثالثة، ارتفع لقب المطربة واحتفظت به العديد من النساء، وقد حل محل لقب الكاهنة (حمت-نير) باعتباره المعادل الأنثوي للقب كاهن. من الواضح أن ما يُعرف عن عائلة منشدات الدولة الحديثة أكثر بكثير مما يُعرف عن الفترات اللاحقة. وربما يرجع ذلك إلى أن مقابر النبلاء المزخرفة في طيبة تسجل مشاهد من الحياة الأسرية ونمط حياة المسؤولين. توضح هذه الآثار، بالإضافة إلى المصادر الأخرى، أن لقب مغنية كان جزءًا شائعًا من حياة النخبة والنخبة الأقل.

### عصر الانتقالي الثالث

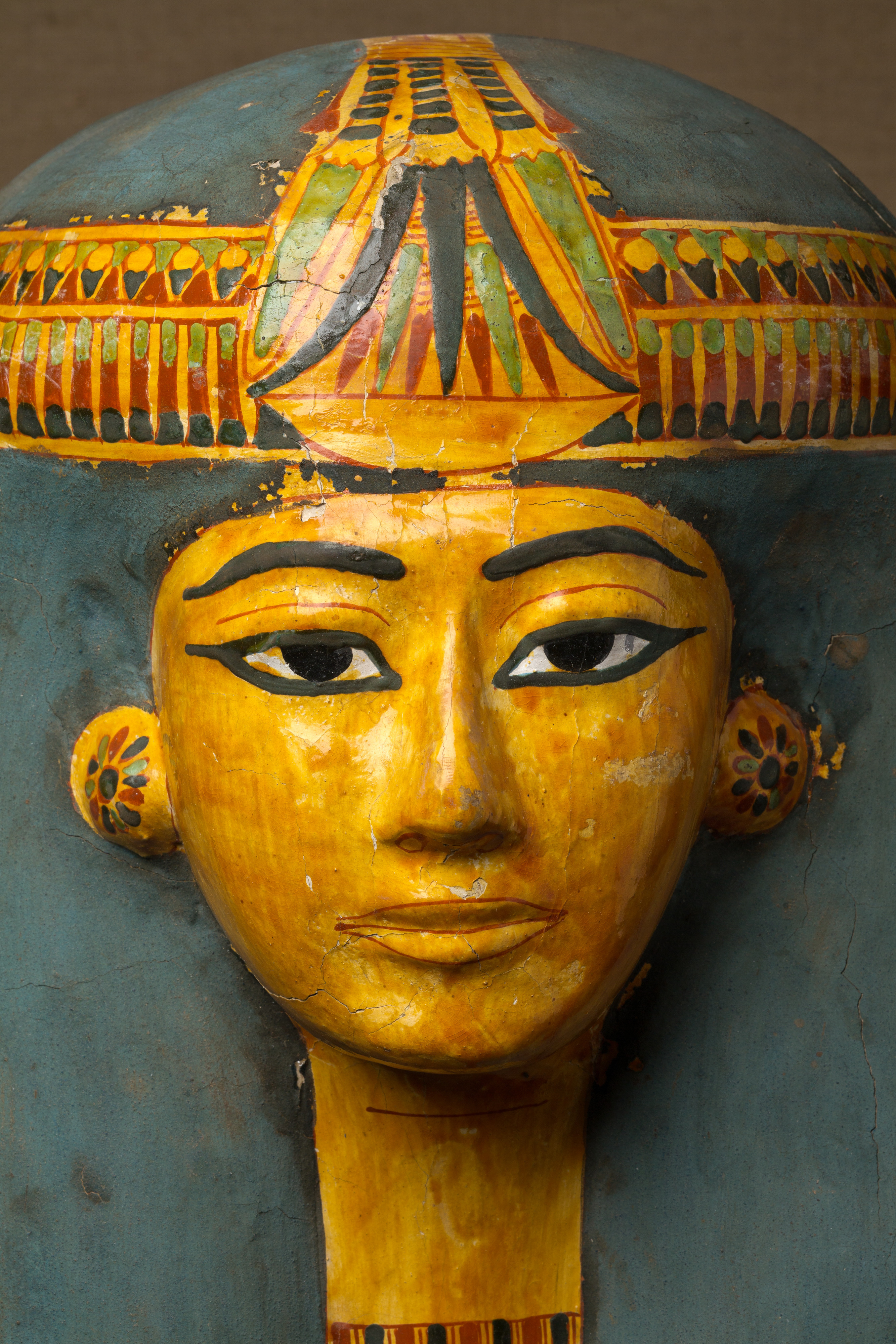
التابوت الداخلي لمغنية لآمون

تشير التقديرات إلى أن إجمالي 252 امرأة قد حملن لقب منشدة خلال الفترة الانتقالية الثالثة. و ما تم العثور على نقوش في توابيت النساء النبيلات في ذلك الوقت، سهل التعرف على المنشدة ، بالإضافة إلى ذلك، كانت ألقاب العبادة الإلهية لآمون لمنشدات آمون خلال الفترة الانتقالية الثالثة، عادة ما تحملها زوجات وبنات الكهنة الكبار لآمون. مثل نسخونس. مما جعلها تحظى باحترام كبير بين المصريين القدماء.

### العصر المتأخر و البطلمي
في العصر المتأخر والعصر البطلمي، هناك عدد قليل من النساء اللاتي حملن لقب منشدة، والمعلومات عنهن ضئيلة. ويرجع ذلك جزئيًا إلى قلة المقابر المزخرفة وتماثيل نساء في تلك الفترة.

## دور المنشدة
ارتبطت المنشدات في المقام الأول بعبادة آلهة مختلفة، خاصة تلك المرتبطة بالموسيقى والخصوبة والحب. غالبًا ما كانوا مرتبطين بالمعابد المخصصة للآلهة مثل حتحور وإيزيس وآمون. اعتُبرت هذه الترانيم بمثابة الممثلين الأرضيين لهذه الآلهة ولعبت دورًا حيويًا في الحفاظ على العلاقة الإلهية بين العالم الفاني والآلهة. لقد كانوا مسؤولين عن الحفاظ على الطقوس والتأكد من استرضاء الآلهة. كما كانوا مسؤولين عن أداء طقوس التطهير، وتقديم القرابين للآلهة، و الغناء بالآلات الموسيقية.

## قائمة المنشدات
هذه القائمة تضم نساء حملن لقب المنشدة
| صورة | إسم          | الفترة                    |
| ---- | ------------ | ------------------------- |
|      | ميريت امون   | الأسرة تاسعة عشر          |
|      | نيحي         | الأسرة التاسعة عشر        |
|      | حنوت تاوي    | الأسرة العشرين            |
|      | ناوني        | الأسرة واحد وعشرين        |
|      | انريسينميس   | الفترة الإنتقالية الثالثة |
|      | جواتسوشين    | الفترة الانتقالية الثالثة |
|      | دچيت-مات     | الاسرة الثانية والعشرين   |
|      | هيروويبينخيت | الأسرة الواحد والعشرين    |
|      | نسخونسو      | الأسرة الواحد و العشرين   |
|      | ثينيت        | الفترة الإنتقالية الثالثة |
|      | نسخونس       | العصر البطلمي             |